# れいめい
れいめい（INDEX：INnovative-technology Demonstration EXperiment）は、宇宙航空研究開発機構によって打ち上げられた、オーロラ観測と最新衛星技術の実証実験を行う日本の小型技術実証衛星1号機である。2005年（平成17年）8月24日午前6時10分（日本時間）にカザフスタン共和国バイコヌール宇宙基地から、光通信実験衛星きらりとともに、ピギーバック衛星として、ドニエプルロケットにより打ち上げられた。

## 目的
れいめいのミッションは大きく分けて工学ミッションと理学ミッションの2つに区分される。工学ミッションでは、れいめいに搭載された最新の衛星技術（70kg級衛星での3軸姿勢制御技術、光ファイバージャイロなど）の軌道上実証実験を行う。目標開発期間を2-3年という短期間に設定し、迅速に最新技術の実証を行うことを可能にした。
理学ミッションでは、オーロラの観測を行うことが目的である。磁気圏を観測する場合、天文衛星のような望遠鏡の開口面が不要のため、小型衛星でも十分な観測を行うことができる。これ以外にも、れいめいには若手技術者・科学者の技術習得という別の目的も存在する。

## 主要搭載機器
オーロラ粒子観測器（ESA/ISA）
電場により、荷電粒子であるオーロラ粒子の軌道が曲がることを利用した分析器。この装置では10eV/q-12,000eV/qまでのエネルギーをもつ粒子の分析・観測が可能。
多波長オーロラカメラ（MAC）
3組のCCDとフィルターを組み合わせた、3色のオーロラ画像を取得するためのカメラ。
新型姿勢制御装置
れいめいの姿勢制御用センサーは「スタートラッカー（STT）」「2次元太陽センサー（Non-spin SAS）」「スピン型太陽センサー（Spin SAS）」「光ファイバージャイロ（FOG）」である。STTは星の位置をCCDカメラで撮影し、その星の位置から姿勢を決定する、太陽や地球に妨げられないときに姿勢の決定を行う。
太陽や地球の影響でSTTが使用できない場合、FOGを使用する。これはローターの代わりにレーザーを用いるジャイロスコープで、小型で耐環境性に優れている。
GPS
最近では人工衛星の軌道位置決定装置としてGPSが使用され始めているが、その装置は1機1億円程度で、重量も10kg以上と高価で大型なものだった。しかし車載用のGPS受信機を改造して搭載できれば、大幅な費用削減と小型軽量化になり、小型衛星においてとても有利なものとなる。
そこで、今回はれいめいに車載用のGPS受信機を改造した小型GPS受信機を搭載し、その実証実験も行った。
統合化制御ユニット(ICU)
統合化制御装置とも。観測や姿勢制御等は全てこの装置上のソフトウェアが実行する。そのため非常に自由度の高い制御が可能である。民生用CPUである日立SH-3 (SH7708)を採用し、三重多数決処理により信頼性を向上している。本計算機は、小惑星探査機はやぶさ、月探査機かぐやにも搭載された。

## 成果
工学ミッションにおいては、れいめいに搭載された機器は軌道上で正常に作動し、先進衛星技術の軌道上実証は成功に終わった。理学ミッションにおいても十分なオーロラ観測を行うことに成功し、工学・理学ミッション共に十分な成果を上げることが出来た。れいめいの撮影したオーロラの画像は、プロジェクトサイトで公開されている。なお、2010年1月15日にれいめいプロジェクトは、日本航空宇宙学会賞の第19回（平成21年度） 技術賞（プロジェクト部門）を受賞している。